# Jean-Pierre François (anarchiste)
Jean-Pierre François, surnommé « Francis », né le 3 décembre 1855 à Reims, et mort le 23 janvier 1908 à Paris, est un menuisier, militant et terroriste anarchiste individualiste et illégaliste. Après une jeunesse marquée par la précarité et les condamnations judiciaires, il est envoyé en bataillon disciplinaire en Algérie française, où il est de nouveau condamné à de la prison pour vol. De retour en métropole, il épouse la militante anarchiste Victorine Delanoy, avec qui il participe aux cercles anarchistes parisiens.
Proche de figures comme Théodule Meunier ou Pierre Martinet, un des principaux théoriciens de l'anarchisme individualiste, François  s'inscrit dans plusieurs mouvements et groupes anarchistes, à l'instar du groupe des Pieds plats. Il est surtout connu pour sa participation à l'ère des attentats (1892-1894). À ce titre, il participe à l'attentat du Véry, visant son propriétaire Jean-Marie Véry, indicateur de la police et dénonciateur de Ravachol. Arrêté peu après, il parvient à se disculper et se rend à Londres, où il est arrêté de nouveau. Pendant sa captivité, Louise Michel ou Pierre Kropotkine s'engagent pour sa libération. Extradé, il est acquitté en 1893.
Après son acquittement, François demeure un acteur actif du mouvement anarchiste, participant à des actions jusqu’au début du XXe siècle et étant accusé d'autres attentats qu'il aurait peut être commis, comme une attaque à la bombe contre deux policiers en 1905. Dans l’ensemble, bien qu’il ait été condamné pour divers délits, il échappe systématiquement à toute peine ou même condamnation dans les affaires liées au terrorisme.

## Biographie

### Jeunesse et trajectoire anarchiste
Jean-Pierre François naît le 3 décembre 1855 à Reims,. Menuisier, il quitte la ville en 1872,. Dans les années qui suivent, il est fréquemment condamné pour des actes de vol ou de vagabondage,. Dans l'ordre, il est condamné, : 
- 1er mai 1872 : 15 jours de prison pour vagabondage.
- 27 mai 1872 : 2 mois de prison pour vagabondage et tentative de vol.
- 21 septembre 1872 : 15 mois de prison pour vol.
- 1er avril 1874 : 15 mois de prison pour vol. Fait appel et est condamné à deux ans (24 mois).

Il est ensuite tiré au sort dans les prisons pour participer à la colonisation de l'Algérie dans un bataillon disciplinaire. Il n'y reste pas longtemps puisqu'il est condamné de nouveau, cette fois-ci à 5 ans de prison et à la dégradation militaire pour vol de pain le 6 avril 1878, .
De retour en métropole, il épouse la militante anarchiste Victorine Josephine Delanoy à Pantin en 1886,. En 1889, l'anarchiste est condamné à 15 jours de prison pour « outrage à agents ». Le couple s'installe avec la mère de Delanoy et leurs quatre enfants rue Beaubourg en 1891. En décembre de cette même année, il est licencié de son emploi pour propagande anarchiste mais retrouve un emploi ailleurs. À partir de 1892, Delanoy et François accueillent chez eux divers anarchistes, notamment Théodule Meunier, le couple Bricout ou encore Pierre Martinet, l'un des théoriciens de l'anarchisme individualiste,. François établit avec lui des relations d'amitié, et les deux sont proches, Martinet lui rend visite avec ses deux chiens tous les dimanches, parfois accompagné d'une « jeune » amie que François appelle « Madame Martinet ». Le couple Delanoy-François participe aussi à des réunions anarchistes à cette période, sans prendre la parole.
François, surnommé « Francis » est aussi lié à diverses figures du mouvement anarchiste évoluant dans le monde de la menuiserie. Le Maitron donne les noms suivants pour décrire les membres du groupe auquel il participe, appelé Les Pieds Plats : « Bricou, Meunier, Bruneau, Sentenac, Cler, Soulage ». Selon un rapport de police à son sujet, il passerait la plupart de son temps à boire et n'aurait jamais tué personne. Malgré sa consommation, selon John M. Merriman, François est alors un homme « puissant » dans ces milieux.
Le 25 avril 1892, même jour que l'attentat du Véry, l'anarchiste est décrit de la sorte par un rapport policier à son sujet : 

« très lié avec Martinet [...] [cherche comme lui à] entraîner les jeunes à commettre des actes [...] faute de savoir parler en public, il ne pronon[ce] jamais de discours mais excit[e] dans les groupes particuliers les compagnons à agir individuellement. »

### Ère des attentats et attentat duVery

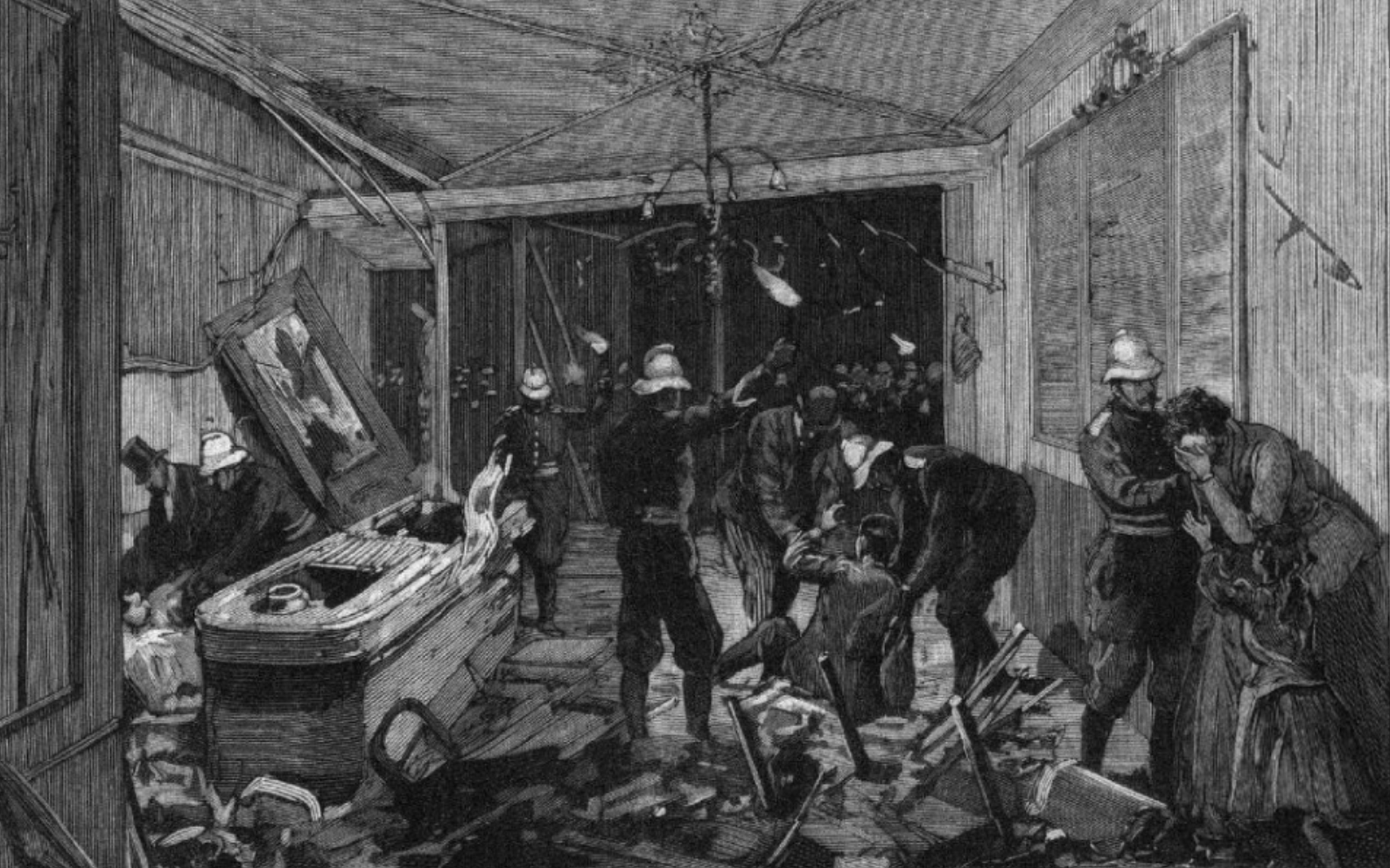
Représentation de l'attentat du Véry dans Le Petit Parisien : supplément illustré (15 mai 1892)

Pendant l'ère des attentats (1892-1894), François est d'abord perquisitionné par la police, qui le suspecte d'avoir commis l'attentat de la caserne Lobau. La police ne trouve aucun élément compromettant chez lui et le laisse en liberté.
Le 30 mars 1892, Ravachol, alors en clandestinité et dînant dans le restaurant Le Véry, boulevard Magenta, est reconnu par un employé, Jules Lhérot, qui s'empresse de transmettre l'information au propriétaire du café, Jean Marie Véry. Celui-ci décide d'avertir la police et dénonce Ravachol aux autorités, ce qui mène à son arrestation. La police prend conscience du caractère dangereux de la situation de ses indicateurs et augmente les mesures de sécurité autour du restaurant. François réagit à la complicité de Lhérot/Véry avec les forces policières. Le 10 avril 1892, il déclare lors d'une réunion du Cercle anarchiste international :

« Lhérot ne profitera pas de l’argent qu’il a touché, c’est moi qui vous le jure. »

Il disparaît ensuite de son domicile et déménage. Le 25 avril 1892, veille du procès de Ravachol, Théodule Meunier et François se rendent au restaurant Le Véry. Ils laissent une bombe confectionnée par Bricout et Meunier dans une valise posée contre le comptoir et quittent les lieux. La bombe explose et tue Véry ainsi qu'une autre personne. En réaction à cet attentat, Le Père Peinard fait un jeu de mots très dur envers le propriétaire assassiné : 

« Vérification. »

### Suites judiciaires et arrestation
Le 27 avril 1892, il est arrêté au bar Africain, 6 boulevard de Sébastopol avec un autre militant appelé Lapeyre. Les deux repèrent les policiers venus les arrêter et s'enfuient. Ils sont rattrapés par leurs assaillants mais se débattent, aidés par la foule, qui s'amasse et les soutient. Finalement transférés en voiture vers le commissariat, ils crient « Vive l'anarchie ! » pendant le trajet. Les deux nient toute responsabilité dans l'attentat du Véry et refusent de répondre aux questions de la police. Il parvient à fournir un alibi à la police - aurait été chez Lejeune, fournissant une dizaine de témoins à sa charge, et est libéré le 8 mai 1892. Puis, il est dénoncé par Bricout à la police pour avoir aidé Meunier à mettre en place l'attentat - François décide de se défendre dans un article qu'il publie dans L'Eclair, où il revendique son innocence. Il s'enfuit cependant au Royaume-Uni, où il se cache, peu confiant dans la justice française.
Delanoy le rejoint à Londres le 20 juin 1892. Le couple prend le nom de « Johnson » et est dissimulé par d'autres militants anarchistes, comme Fritz Brall, arrêté en 1894 par la police britannique pour confection d'explosifs. Le 13 octobre 1892, François est arrêté par la police dans Pitt Street alors qu'il possède sur lui les papiers de Brall et des manuels de confection d'explosifs. Il déclare aux policiers britanniques venus l'arrêter : 

« Vous avez de la chance de ne pas m’avoir trouvé chez moi où j’aurais vendu ma vie le plus cher possible, jusqu’à la dernière goutte de mon sang. »

Lorsque la police se rend chez lui, Delanoy, qui est enceinte, tente de s'emparer d'un revolver pour faire feu sur les policiers avant d'être interpellée aussi,.

### Extradition et Louise Michel
Le 27 novembre 1892, les anarchistes londoniens se rassemblent sur Trafalgar Square pour demander sa libération et le refus de son extradition vers la France. Ce rassemblement est organisé en partie par Louise Michel, qui est arrêtée par la police avant d'avoir pu prendre la parole. Dès sa libération, elle s'engage pour aider François. Elle lui fournit un avocat et participe à la fondation du Comité pour la défense du droit d’asile, une association dont le but est de réclamer le refus de son extradition. Cette organisation, dont les Rossetti sont des membres éminents et Agnès Henry la présidente, est aussi soutenue par Pierre Kropotkine,.
Le fait que Louise Michel le soutienne et décide de l'aider est critiqué par certains révolutionnaires. Ainsi, Olive Garnett (en), proche des Rossetti, raconte que le révolutionnaire Sergueï Stepniak-Kravtchinski, aurait dit à ce propos :

« En évoquant Louise Michel, il affirmait qu'elle était une personnalité remarquable, une femme idéale, mais folle, complètement à côté de la plaque. Il relata quelques nobles actions qu'elle avait accomplies et déclara que cela constituait une triste preuve de la tendance de l'homme à se fourvoyer en cherchant à faire le bien. »

Il est extradé le 1er décembre 1892 vers la France. Lorsqu'elle apprend la nouvelle de son extradition, Michel est « effondrée » et s'exclame : « Ce n’est pas possible ! […] il pourrait y avoir d’autres extraditions. » François suit ensuite son procès à la Cour d’assises de la Seine et est acquitté le 12 avril 1893, tandis que Bricout, qui l'a dénoncé, est condamné à 20 ans de travaux forcés.

### Reprise du militantisme
Dès sa libération, l'anarchiste reprend le militantisme. Il participe ainsi activement aux émeutes anarchistes de 1893 à Paris. En mai 1893, François est condamné à 28 jours de prison mais se rend à la prison avec six jours de retard, ce qui pousse les autorités à ajouter cinq jours à sa peine,. En juillet 1893, il s'implique de nouveau au sein du Cercle anarchiste international où il entre en conflit avec Georges Brunet, un des accusés du futur Procès des Trente, l'accusant d'être un « phraseur et farceur ». Dans ce cadre, il menace de se rendre à la Bourse du Travail et de faire feu contre quiconque voudrait l'empêcher de parler.
En février 1894, Delanoy, François et leur fils se rendent à une réunion anarchiste tenue salle du Temple. Selon la police, quelques jours plus tard, il rend visite à la tombe d'Auguste Vaillant, exécuté le 5 février 1894 et fait jurer à son fils : « Vaillant, tu seras vengé ! » sur la tombe. Après son arrestation, il nie ces accusations. Il est perquisitionné une nouvelle fois, le 26 février 1894, sans que cette procédure ne permette de l'incriminer, la police ne trouvant rien chez lui,.
Le 5 mars 1894, François est arrêté chez lui. Il refuse d'ouvrir la porte, insulte le commissaire qui est là et lui dit, : 

« Merde, je ne suis pas concierge. »

Les policiers sont forcés d'appeler un serrurier et d'enfoncer deux portes pour procéder à l'arrestation. Dès qu'ils tombent sur lui, ils doivent le maîtriser à plusieurs tandis que l'anarchiste se débat et s'exclame, :

« Vous agissez comme des cambrioleurs ! On ne m’emmènera qu’en morceaux. Il y a assez longtemps qu’on m’embête. Vaillant sera vengé ! Et moi aussi, s’il y a lieu ! »

Il est condamné à 3 mois de prison le 24 avril 1894 pour outrage envers le commissaire,. Pendant son absence, sa demeure est une nouvelle fois perquisitionnée et Delanoy est expulsée de leur domicile,. Alors qu'elle lui rend visite en prison, il lui transmet une lettre qui est repérée par les gardiens, il provoque un tumulte avec eux après cela,.
En juillet 1896, le couple déménage discrètement et entre en conflit avec le concierge - lui donnant quelques « bousculades »,. Cependant, son épouse les dénonce à la police. François est arrêté pour avoir tenté de quitter son logement sans autorisation non sans avoir été battu par la police auparavant,. Delanoy et un de leurs camarades anarchistes, Lefèvre, sont aussi arrêtés. François est condamné à 2 mois de prison, Delanoy à 8 jours,.
Le 1er février 1905, en marge d'un rassemblement socialiste contre le Tsar, une bombe est envoyée sur la police lors de l'attentat du Tivoli-Vauxhall, blessant deux gardes républicains,. Il se situe à proximité, attablé à la terrasse d'un bar, et est arrêté par la police. Il parvient à obtenir un non-lieu,.
Le 20 janvier 1907, François est arrêté en marge d'une manifestation pour le repos hebdomadaire. Il aurait injurié un caporal place de la République. Il est relaxé,.
François meurt en son domicile du Boulevard Voltaire à Paris le 23 janvier 1908 à l'âge de 52 ans.